# Pöllä, Simo
Pöllä är en halvö i Finland. Den ligger i Simo i landskapet Lappland, i den centrala delen av landet, 600 km norr om huvudstaden Helsingfors.